# César Barja
César Barja (Guitiriz, Lugo, 1 de octubre de 1890 - Los Ángeles, California, 17 de junio de 1952) fue un crítico literario español perteneciente a la Generación del 27. 

## Biografía
Estudió Derecho en la Universidad de Santiago de Compostela y después en la de Madrid, donde se licenció (1912) y más tarde se doctoró (1915). La Junta de Ampliación de Estudios lo mandó entonces a la Universidad de Leipzig (1912-1914) y luego a la de Harvard (1916-1917). Al acabar allí decidió aceptar una oferta como profesor de español en el Connecticut College. Se orientó entonces definitivamente a la Filología hispánica y pasó como profesor de español a la Universidad de Míchigan (1920-1921); luego fue assistant professor del Smith College (1921-1924) y lector de la Universidad de California en Los Ángeles, donde fue nombrado profesor asociado en 1927 y titular en 1930. En 1927 se casó con Jeannette R. Goldson, de la que no tuvo hijos y que le sobrevivió. Su amigo del departamento de alemán William Diamond, que murió en un accidente automovilístico en 1932 y cuya esposa había fallecido cinco años antes, les dejó la custodia de sus dos hijos, Richard y Philip. Se nacionalizó norteamericano en 1931. Fue catedrático de italiano entre 1941 y 1942. Ayudó al consulado español de Los Ángeles y a la biblioteca pública de la misma ciudad. Fue miembro del Board of Advisers de la Fundación Gregorio del Amo desde 1940 hasta su muerte, aunque participó en la misma desde su creación en 1929. Poseía una gran erudición jurídica y capacidad de análisis. La Academia Mexicana de la Lengua le dio su diploma de honor en 1939 y fue elegido miembro correspondiente de la Real Academia Española en 1947. En 1950 fue también nombrado correspondiente de la Real Academia Gallega.

## Obra
Escribió tres libros de crítica literaria que constituyen, de hecho, una historia de la literatura española en tres tomos desde sus inicios: Libros y Autores Clásicos (1922), Libros y Autores Modernos (1925) y Libros y Autores Contemporáneos (1935). Sobre la literatura de su natal Galicia escribió En torno al lirismo gallego del siglo XIX (1926). También colaboró en revistas con numerosos artículos y dirigió el Modern Language Forum de 1934 a 1937. Publicó dos modestos volúmenes de poesía. Sostuvo puntos de vista muy penetrantes y originales sobre Gustavo Adolfo Bécquer, Mariano José de Larra, Ramón Pérez de Ayala, Ramón María del Valle-Inclán, Pío Baroja y otros autores. También tradujo obras de derecho de alemán, por ejemplo de Viktor Cathrein.